# Susanne Marx
Susanne Marx (* 11. Dezember 1966 in Seefeld, Kreis Starnberg) ist eine deutsche Sachbuchautorin und Dozentin für verschiedene Methoden der Alternativmedizin und bezeichnet sich selbst als Heilerin.

## Leben
1986 bestand Marx in Bad Brückenau das Abitur. Sie studierte in Göttingen, Bonn und München Vor- und Frühgeschichte, Ethnologie sowie Paläoanthropologie. Sie wurde 1995 von Volker Bierbrauer zum Dr. Phil promoviert.
Es folgten Projekte im Bereich Kulturmarketing, Ausstellungsgestaltung und Pressearbeit besonders für den Arbeitskreis selbständiger Kultur-Institute e.V. Parallel absolvierte sie eine Feng-Shui-Beraterausbildung bei Derek Walters. Im Jahre 1997 gründete sie das Zentrum für Feng Shui und Energetische Therapien in Bonn. 
Im Laufe der folgenden Jahre entstanden Bücher, die sich mit den Themen Emotional Freedom Techniques, energetische Psychologie und Schamanismus beschäftigen.

## Werke (Auswahl)
- Studien zur Tierornamentik insularer Handschriften, Dissertation Univ. München, 1998 (Mikrofiche)
- Inneres Feng-Shui. Der west-östliche Weg, Ihre verborgenen Energien zum Fließen zu bringen, 2000, ISBN 978-3-7626-0750-2; überarb. Ausg. u. d. T. Inneres Feng-Shui. So leben Sie in Harmonie mit sich selbst, 2008, ISBN 978-3-86731-030-7
  - italienische Ausgabe: Feng Shui interiore. Un metodo per vivere in armonia con se stessi, übersetzt von Silvia Camatta, 2014, ISBN 978-88-6820-124-1
- Klopfakupressur kompakt. Die besten Techniken auf einen Blick, VAK, 2008, 4. Aufl. 2015, ISBN 978-3-86731-029-1
  - niederländische Ausgabe: Klopacupressuur. EFT, TAT en andere kloptechnieken in één oogopslag, übersetzt von Hajo Geurink, 2009, ISBN 978-94-6015-017-3
  - spanische Ausgabe: La salud está en tus manos. Las mejores técnicas de acupresión para sentirte bien, übersetzt von Jorge Rus Sánchez, 2014, ISBN 978-84-414-3426-4
- Das große Buch der Affirmationen. Für alle Lebenslagen: Gesundheit, Selbstwert, Partnerschaft, Familie, Freundschaft, Kreativität, Beruf, Finanzen, Verlust, Trauer, Spiritualität ; mit den neuesten wissenschaftlichen Erkenntnissen, 2009, ISBN 978-3-86731-051-2
- HerzIntelligenz kompakt. Gesund und gelassen, klar und kreativ, VAK, 2010, 5. Aufl. 2015, ISBN 978-3-86731-063-5
- 9-Ki-Astrologie kompakt. So nutzen Sie das japanische Geburtshoroskop für die wichtigen Entscheidungen im Leben, VAK, 2012, ISBN 978-3-86731-106-9